# History Books
History Books is het zesde studioalbum van de Amerikaanse rockband The Gaslight Anthem, uitgebracht op 27 oktober 2023 via Rich Mahogany Records en Thirty Tigers. Het album, geproduceerd door Peter Katis, is het het eerste studioalbum van de band in negen jaar, na hun reünie in maart 2022 en de daaropvolgende wereldtournee gedurende dat hele jaar.  

## Nummers
1. "Spider Bites" - 4:19
2. "History Books" (met Bruce Springsteen) - 3:53
3. "Autumn" - 4:01
4. "Positive Charge" - 4:06
5. "Michigan, 1975" - 4:15
6. "Little Fires" - 3:25
7. "The Weatherman" - 4:27
8. "Empires" - 4:23
9. "I Live in the Room Above Her" - 4:17
10. "A Lifetime of Preludes" - 3:18

## Band
- Brian Fallon – gitaar, zang
- Alex Rosamilia – gitaar
- Benny Horowitz – drums, percussie
- Alex Levine – basgitaar

Aanvullende muzikanten
- Ian Perkins – gitaar
- Bryan Haring – piano
- Kori Gardner – zang
- Bruce Springsteen – zang op "History Books"
- Stefan Babcock – zang
- Thomas (Doveman) Bartlett – keyboard
- Peter Katis – keyboard